# Herman Bieling
Herman Friedrich (Herman) Bieling, (Rotterdam, 21 juni 1887 - Rhoon, 5 december 1964) was een Nederlands schilder, graficus en beeldhouwer van Duitse afkomst.

## Leven en werk

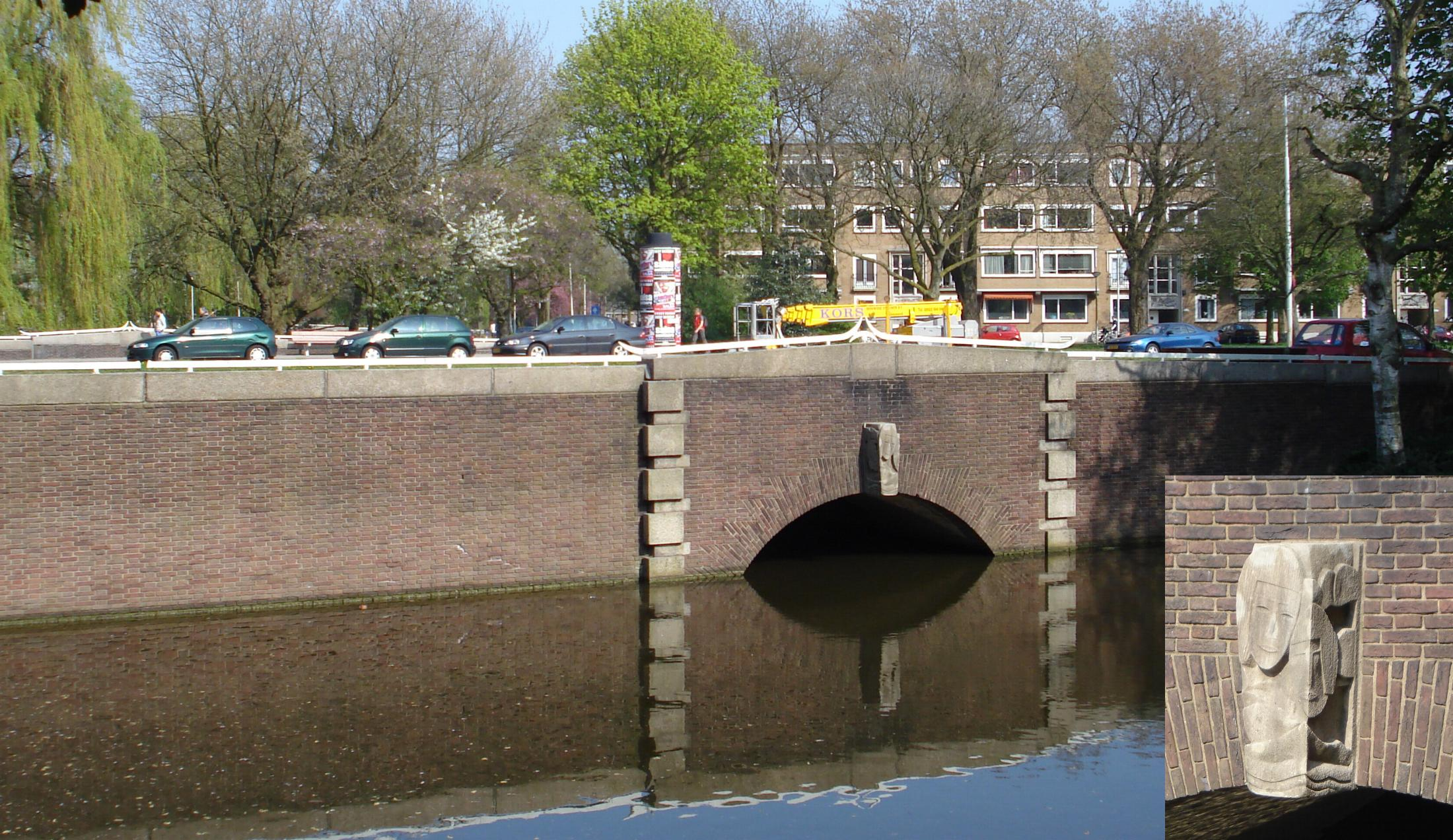
Beeldhouwwerk aan de Statenbrug in Rotterdam.

Bieling volgde zijn opleiding aan de Academie van Beeldende Kunsten te Rotterdam. Hij was tussen 1917 en 1927 lid en mede-oprichter van De Branding uit Rotterdam, een avantgardistische groepering van kunstenaars. Daarna was hij ook nog mede-oprichter van de Kring van beeldende kunstenaars R 33, waarvan hij tevens de eerste secretaris werd. In die periode maakte hij veel kubistisch werk. Onderwerpen waren landschappen, rivier- en zeegezichten, stillevens en personen. Bieling maakte vele reizen, onder andere naar Corsica, Bretagne, Marokko, de VS en Rome.

## Werk in openbare collecties (selectie)
- Centraal Museum te Utrecht
- Gemeentemuseum Den Haag
- Museum Boijmans Van Beuningen
- Rijksmuseum Amsterdam
- Stedelijk Museum Schiedam
- Museum Arnhem

## Lijst van tentoonstellingen
- 1917 Leonard Hutton Galleries, NY ( met Kees van Dongen)
- 1921 Rotterdamsche Kunstkring,Rotterdam
- 1922 Kestnergesellschaft, Hannover
- 1925 Kunstzaal Van Hasselt, Rotterdam
- 1931 Rotterdamsche Kunstkring
- 1936 Kunstzaal Van Lier, Amsterdam
- 1955 Kunstatelier de Stroom, Rotterdam[2]
- 1958 Haagse Kunstkring, Den Haag
- 1967 Kunstzaal Van Lier, Veere
- 1968 Galerie De Sfinx, Amsterdam
- 1975 Vrije Universiteit, Amsterdam
- 1979 Kunsthandel Borzo, Den Bosch
- 1988 Kunsthandel Smelik & Stokking, Den Haag
- 2003 Kasteel van Rhoon, Albrandswaard, “Van avantgardist tot realist” [3]

- Bibliothèque nationale de France: cb13742750k (data)
- Biografisch Portaal: 06764323
- Digitale Bibliotheek voor de Nederlandse Letteren: biel005
- Gemeinsame Normdatei: 142220078
- International Standard Name Identifier: 0000 0000 8223 9197
- Library of Congress Control Number: no2004022422
- Nederlandse Thesaurus van Auteursnamen: 071108564
- RKD-Nederlands Instituut voor Kunstgeschiedenis: 8141
- Union List of Artist Names: 500083839
- Virtual International Authority File: 44004314
- WorldCat: E39PBJwxHc7rXCDbxMxWMFfQbd